# Luhya (Ethnie)

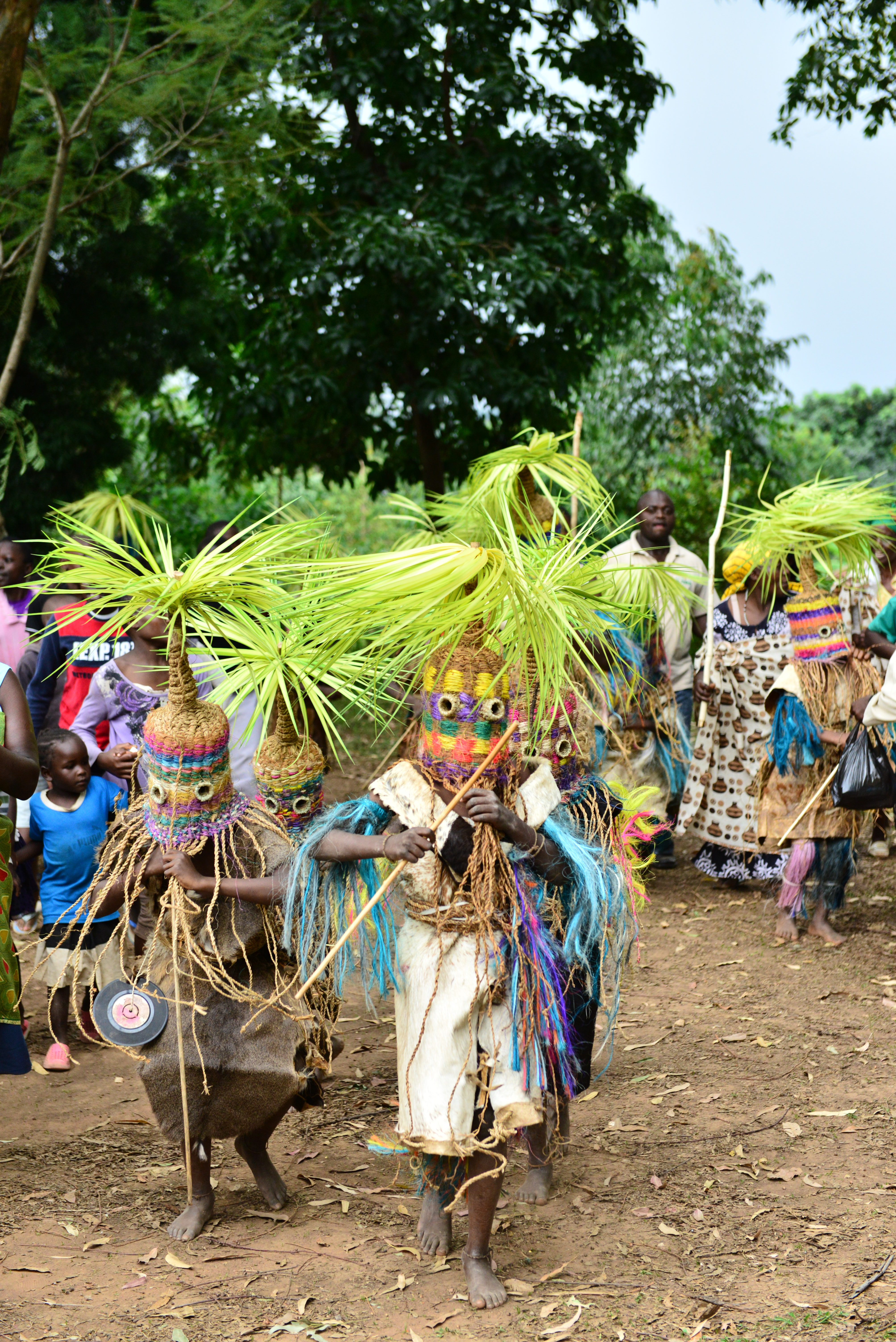
Tiriki

Die Luhya (Luyia, Luhia) sind eine bantusprachige Bevölkerungsgruppe in Ostafrika, die größtenteils in der Provinz Western (Hauptstadt: Kakamega) von Kenia in der Region um den Mount Elgon bis nach Uganda hinein leben.
Sie sind mit fast fünf Millionen Angehörigen und damit ca. 14 % der Bevölkerung die zweitgrößte ethnische Gruppe in Kenia.
Luhya meint heute sowohl die Sprache Luhya als auch die Volksgruppe.
Die Bezeichnung Luhya kristallisierte sich erst um die Mitte des 20. Jahrhunderts heraus. Sie wurde benutzt, um eine Reihe von ethnischen Gruppen zusammenzufassen, deren Sprachen eng miteinander verwandt waren, deren Kultur, Politik und Sozialstrukturen große Ähnlichkeiten aufwiesen und die in relativer Nähe zueinander im Westen der britischen Kolonie Kenia lebten, davon abgesehen aber unabhängige politische und soziale Einheiten waren. Das Bewusstsein einer gemeinsamen Luhya-Identität, das sich vor allem aus der Unterschiedlichkeit zu den benachbarten nilotischsprachigen Gruppen speiste, konkurrierte jedoch immer mit der Zugehörigkeit zur jeweiligen ethnischen Untergruppe, zu deren wichtigsten die Maragoli, Bukusu, Nyore, Hanga (Wanga), Idakho, Kisa, Isukha, Tiriki, Kabras, Gisu und Saamia zählen.
Ein Klan lebt im Norden Tansanias und vier in Uganda.

## Geschichte

### Vorkoloniale Periode
Vermutlich wanderten die luhyasprachigen Gruppen im 15. Jahrhundert aus dem Gebiet des heutigen Uganda in ihren heutigen Lebensraum ein, auf der Suche nach fruchtbarem Land und im Bemühen, Konflikten im bisherigen Siedlungsgebiet zu entgehen. Sie bildeten kleine politische Einheiten, die teilweise einerseits miteinander Allianzen eingingen, untereinander heirateten und Handel trieben, andrerseits aber auch kriegerische Konflikte untereinander ausfochten.
Die politischen Einheiten der luhyasprachigen Gruppen waren relativ klein und wenig zentralisiert. Oberste politische Gremien bildeten die Ältestenräte eines Clans oder Familienverbandes, denen eine religiöse Autorität zur Seite gestellt war. Wirtschaftliche Grundlage waren Ackerbau und Viehzucht.
Im 19. Jahrhundert veränderten sich die sozialen Gefüge der Gesellschaften. Durch den zunehmenden Karawanenhandel von der Küste des Indischen Ozeans aus hatten insbesondere die Gruppen, die in der Nähe der Karawanenrouten lebten, unter den Sklavenjagden zu leiden. Andere Gruppen fungierten als Zwischenhändler für Sklaven und Elfenbein, zogen Wegzölle ein und gelangten durch Handel mit für die Karawanen notwendigen Lebensmittel in den Besitz von Feuerwaffen und europäischen Prestigegütern. Durch die Allianz mit den Karawanenhändlern gelang es der Gruppe der Wanga, eine dominierende Stellung innerhalb des Gebietes zu behaupten. Sie waren die am stärksten zentralisierte Gruppe, in der die Position des politischen Oberhauptes, des nabongo, erblich war. Als Chief Mumia 1883 von seinem Vater die Amtsgeschäfte übernahm, wurde sein Sitz, der Ort Mumias, zum wichtigsten Standort der Karawanenhändler der Küste. Mumias wurde damit auch zur ersten britischen Basis in diesem Gebiet, als im Gefolge der Swahili-Karawanen auch britische Abenteurer und Reisende ins Inland gelangten.
Zur Zeit des britischen Vordringens in die Mount-Elgon-Region zu Ende des 19. Jahrhunderts bestanden die Luhya aus 21 politisch voneinander unabhängigen, sprachlich und kulturell jedoch weitgehend einander entsprechenden Gesellschaften. Diese Einheiten formierten sich aus Clans, die selbst zumeist politisch autonom agierende Gruppen darstellten und unterschiedliche Eigenbezeichnungen führten. Neben den Wanga hatten auch die Bukusu es verstanden, sich in der Zeit der Veränderungen zu behaupten. Sie lebten in befestigten Dörfern, erwarben Feuerwaffen und organisierten militärische Einheiten und wurden so zu den wichtigsten Rivalen der Wanga. Die europäischen Ankömmlinge bezeichneten hingegen alle Bewohner Westkenias als Kavirondo, wobei sie die im Südwesten um den Victoriasee lebenden Gruppen der nilotischsprachigen Luo als hamitisch klassifizierten, jene im Mount-Elgon-Gebiet als Bantu.

### Koloniale Herrschaft
Joseph Thomson war der erste Europäer, der das Gebiet der Luhya 1883 betrat und nabongo Mumia traf. Mumias wurde auch zum zentralen Basislager der den ersten Weißen nachfolgenden britischen Administratoren. Mumia versorgte sie mit Lebensmitteln und stellte ortskundige Führer und Krieger zur Verfügung, die Briten wiederum trugen mit militärischer Unterstützung zum Ausbau seiner Territorien, seiner Macht und seines Ansehens bei. Auch Land für eine erste Missionsstation der Church Missionary Society wurde vergeben.
1895 errichtete der Kolonialbeamte Charles William Hobley in Mumias den ersten festen Verwaltungsposten Westkenias. Mit der Unterstützung des nabongo Mumia unternahm er Strafexpeditionen gegen jene benachbarten Gruppen, die sich der britischen Eroberung widersetzten. Insbesondere die Bukusu leisteten Widerstand gegen die britischen Ansprüche und konnten sich durch ihre geschickte Kriegsführung über eine Reihe von Schlachten hinweg behaupten, bis sie schließlich 1895 unter großen Verlusten geschlagen wurden.
In dem Versuch, die koloniale Verwaltung auf dem Prinzip des indirect rule zu installieren, setzten die Briten, wie fast überall in Kenia, auch im Gebiet der Luhya – in dem neugegründeten Distrikt North Nyanza – einen sogenannten Paramount Chief ein. Da es bisher keine politische Autorität über die gesamte Bevölkerung gegeben hatte, wählte die Kolonialverwaltung 1909 den ihnen bereits bekannten Chief Mumia für diese Position. Mumia nutzte diese Stellung, um seine Macht unter den Luhya auszubauen und ernannte eine Reihe von Verwandten zu Chiefs in verschiedenen Gebieten des Distriktes, die bisher nicht unter seinem Einflussbereich gestanden hatten. Wie Mumia selbst missbrauchten auch sie ihre Position, um sich insbesondere an Land zu bereichern, was zu Konflikten mit den lokalen Ältestenräten und zu einer allgemeinen Feindseligkeit gegen die Wanga unter den Luhyagruppen führte. Zudem stärkten diese Konflikte die Loyalität für den eigenen Clan bzw. die eigene ethnische Gruppe und förderten ethnische Rivalitäten. Auch als in den 1930er-Jahren nach und nach die Wanga-Chiefs durch einheimische Personen ersetzt wurden, blieb die ethnische Identität eine wichtige Kategorie, um mit der kolonialen Verwaltung um Land, infrastrukturelle Verbesserungen und politische Autonomie zu ringen.
Mit der kolonialen Eroberung etablierten sich auch verschiedene Missionsgesellschaften in dem Gebiet, die Schulen eröffneten und besonders junge Afrikaner anzogen. Ähnlich wie unter den verschiedenen ethnischen Gruppen kristallisierten sich auch Rivalitäten unter den Anhängern verschiedener Missionen heraus.
Nicht nur durch den Goldrausch der 1920er-Jahre in der Gegend der Distriktshauptstadt Kakamega herrschte in der Region ein relativer Wohlstand, sondern auch, weil hier nur geringe Gebiete von Landenteignungen wie in Zentralkenia betroffen waren.
In den 1930er-Jahren bildete sich unter den Bukusu die religiös-politische Gruppe Dini ya Msambwa, die unter ihrem Führer Elijah Masinde massiv gegen Vertreter der britischen Kolonialherrschaft agitierte und agierte. Die Gruppe wurde von der Kolonialverwaltung verboten und verfolgt und war gegen Ende der 1940er-Jahre die aktivste Widerstandsgruppe in Kenia. Auch wenn einzelne Kolonialbeamte zu Beginn des Mau-Mau-Krieges fürchteten, die Dini ya Msambwa könne sich mit den Mau-Mau-Kämpfern in Zentralkenia verbünden, so gab es vermutlich nur wenige und lose Verbindungen zwischen beiden Bewegungen.

## Gesellschaft und Kultur
Die Luhya praktizieren die Beschneidung der Jungen. Die Infibulation der Mädchen wird von den meisten Luhya jedoch bereits seit Jahrzehnten abgelehnt und kaum noch vollzogen. Heute sind die meisten Luhya Christen, wobei die Rivalitäten zwischen den Anhängern der unterschiedlichen Missionskonfessionen bestehen blieben. Gott wird „Nyasaye“ genannt, ein Wort, das von den benachbarten Luo entlehnt ist. Viele Bukusu gehörten weiterhin der Dini ya Msambwa an, deren Gott „Were“ heißt (die Gottesbezeichnung der tradierten Religion der Bukusu) und der seinen Sitz auf dem Mount Elgon hat.
Die Luhya zerfallen in zahlreiche ethnische Gruppen. Diese Zersplitterung hat bisher immer dazu geführt, dass die Stimmkraft der Luhyas, immerhin der zweitgrößten Ethnie des Landes, nicht in die krönende Präsidentschaft bzw. auch nur in die Kandidatur für das höchste Präsidentenamt einer ihrer führenden Politiker gemünzt werden konnte. Mit Michael Kijana Wamalwa haben sie nach dem Sieg der Rainbow Koalition 12/2003 den 8. Vize-Präsidenten Kenias gestellt und nach dessen Tod am 23. August 2003 den Nachfolger Moody Awori. Dieser hat allerdings seinen Sitz im Parlament nach den Wahlen vom Dezember 2007 verloren.
Das bekannteste traditionelle Musikinstrument der Luhya ist die meist siebensaitige Schalenleier litungu. Zu den weiteren Musikinstrumenten gehören die ein- bis zweisaitige Röhrenspießgeige siilili (entspricht der endingidi der Baganda in Uganda), die einfellige Fasstrommel engoma, für die ersatzweise ein umgedrehter Plastikwasserkanister verwendet wird, der mit Stöckchen geschlagene Holzkasten siiye, die an den Beinen von Tänzern umgebundenen Schellen bichenje, die Handglocken chinyimba, die Holzstöcke chimbengele, mit denen auf einen am Boden liegenden Holzblock geschlagen wird, und das kurze, quer geblasene Tierhorn lulwika.
AFC Leopards ist einer der bekanntesten Fußballclubs in Ost- und Zentralafrika. Der Verein wurde 1964 mit dem Namen Abaluhya Football Club gegründet, um die große kenianische Luhya-Gemeinde im Fußball zu repräsentieren. Er steht auch heute noch in besonderer Rivalität zum Luo Union Football Club. Bedeutung gewinnt der Club durch zahlreiche Spieler, die national und kontinental bekannt wurden, z. B. Wilberforce Mulamba, Joe Masiga (dieser spielte auch Rugby), Livingstone Madegwa, Joe Kadenge und John Shoto Lukoye.
Berühmte Luhya sind: Masinde Muliro, Michael Kijana Wamalwa, Eric Edward Khasakhala, Elijah Masinde, Joshua Angatia, Moses Mudavadi, Wycliffe Musalia Mudavadi, Moody Awori, Martin Shikuku, Fedelis Omulo Gumo, Burudi Nabwera und Maxwell Shamalla.